# Gemeinde Muta

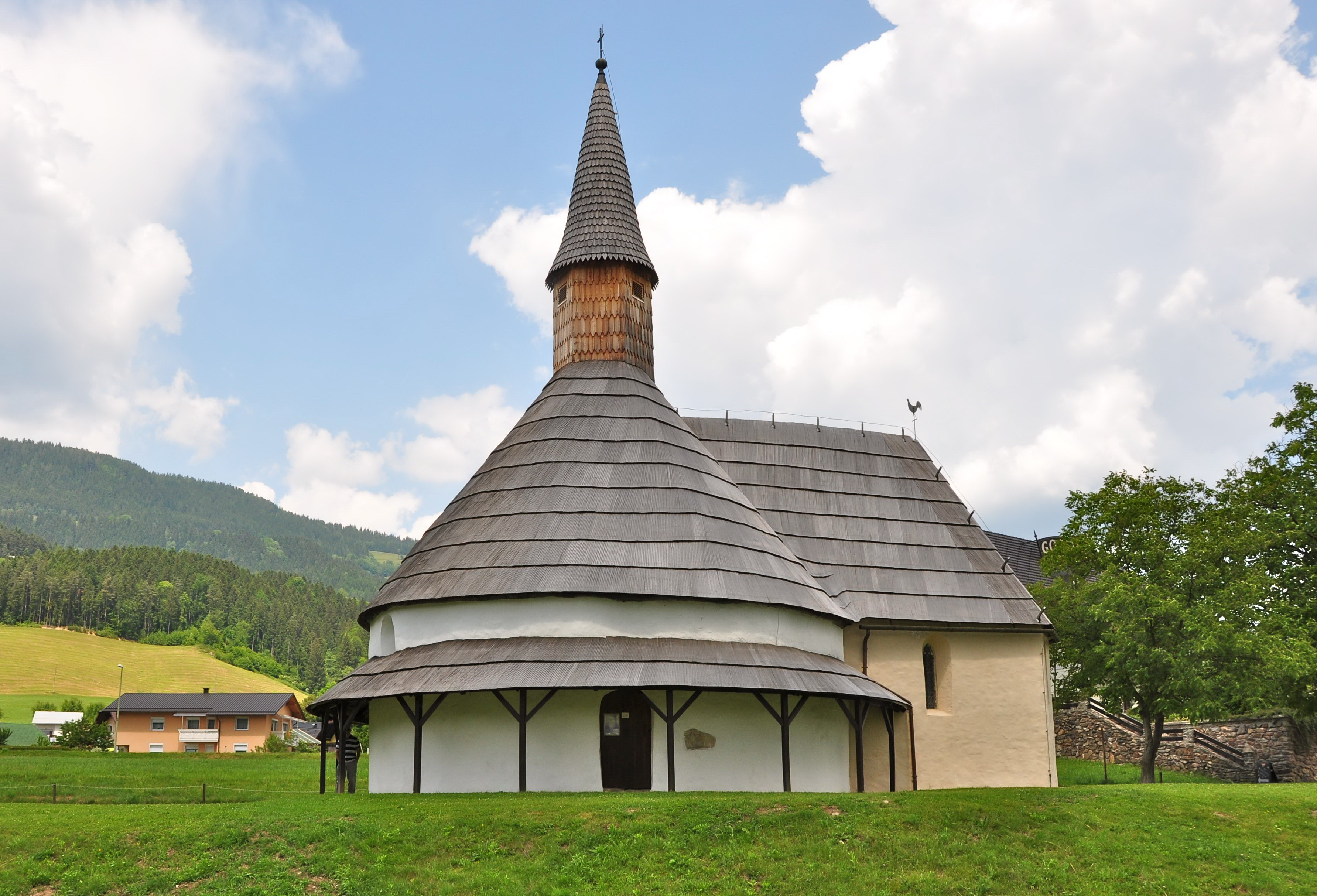
Romanische Filialkirche Heiliger Johannes der Täufer

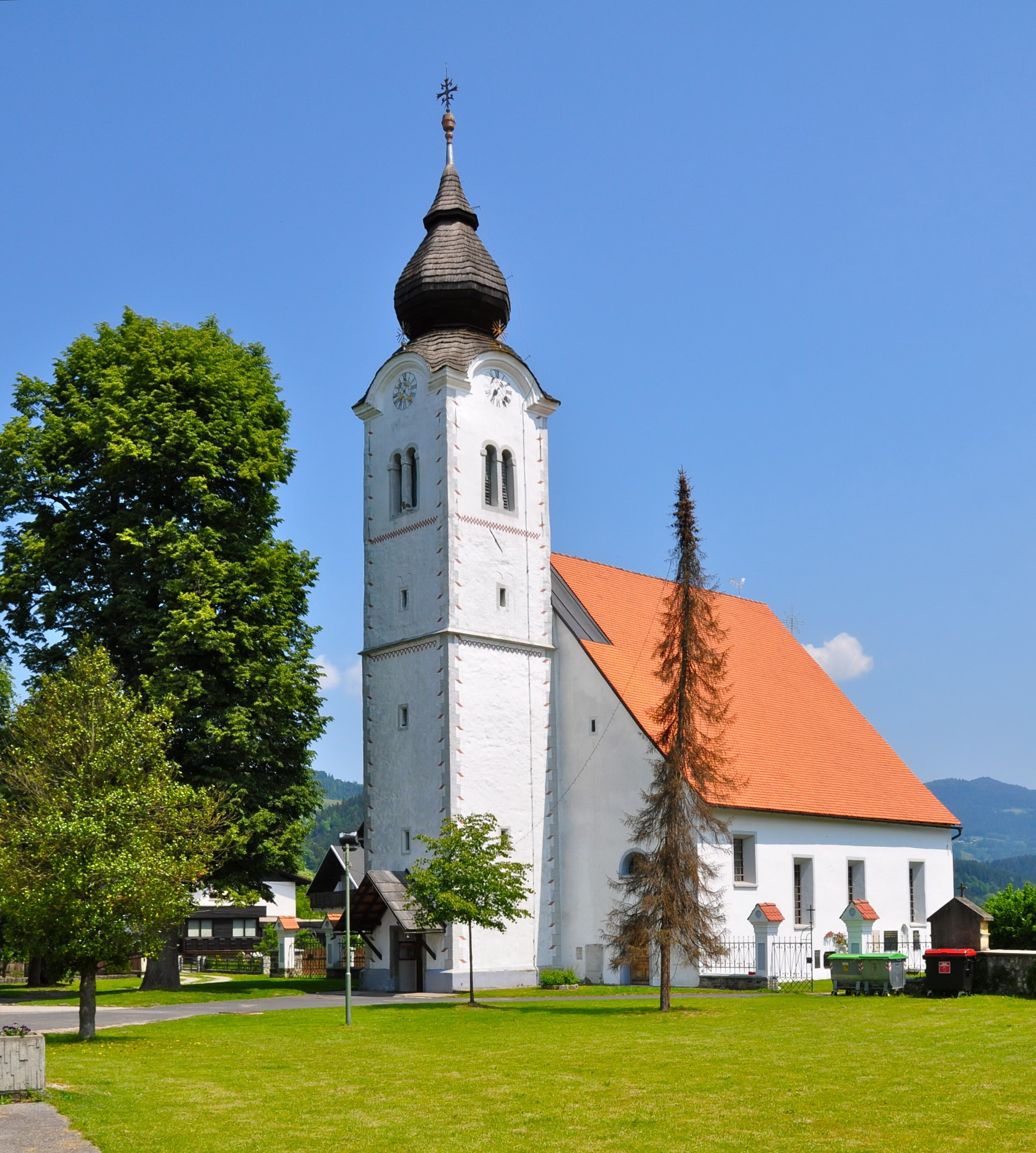
Barocke Pfarrkirche Heilige Margarete (Sveta Marjeta) in Muta.

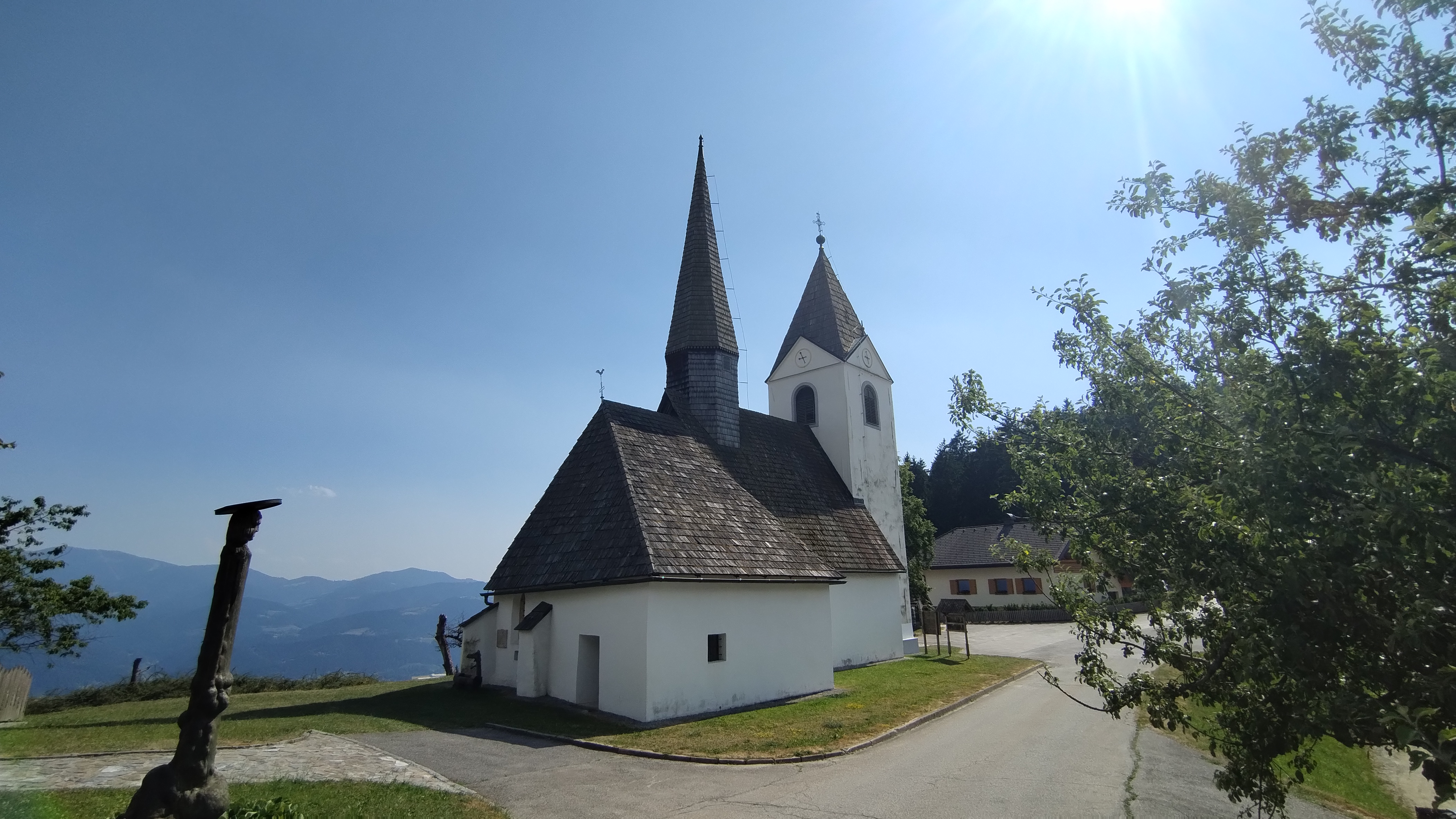
Kirche St. Primon ob Hohenmauthen

Muta (deutsch: Hohenmauthen) ist der Name einer Gemeinde und ihres namensgebenden Hauptortes Muta in Slowenien. Sie liegt in der historischen Landschaft Spodnja Štajerska (Untersteiermark) und gehört heutzutage zur Region Koroška (Slowenisch-Kärnten).

## Lage
Die südlichen Teile der Gemeinde Muta, zu denen der Hauptort Muta und das Dorf Gortina zählen, liegen an einer breiteren Stelle des Drautals, während die nördlichen Teile zum hügeligen Kozjak (Poßruck) zählen. Letztere orientieren sich am aus Österreich kommenden Bach Mučka Bistrica (Feistritz), der einen tiefen Einschnitt in das Hügelland bildet.

## Ortschaften
Die Gemeinde umfasst sechs Ortschaften. Die deutschen Ortsnamen in den Klammern wurden bis zum Abtreten des Gebietes an das Königreich der Serben, Kroaten und Slowenen im Jahr 1918 von der vorwiegend deutschsprachigen Bevölkerung verwendet. (Einwohnerzahlen Stand 1. Januar 2017):
- Gortina (Gegenthal)
- Mlake1 (Laaken)
- Muta (Hohenmauthen)
- Pernice (Pernitzen)
- Sveti Jernej nad Muto1 (Sankt Barthelmä am Rothwein)
- Sveti Primož nad Muto (Sankt Primon ob Hohenmauthen)

1Die Dörfer Mlake und Sveti Jernej nad Muto wurden durch den Vertrag von Saint-Germain am 10. September 1919 zweigeteilt. Die österreichischen Dörfer Laaken und Sankt Barthlmä gehören heute zur Gemeinde Eibiswald.
Die Gemeinde bezieht einen Teil ihres Trinkwassers aus der Lorber-Quelle in Österreich: Diese Quelle befindet sich ca. 400 m jenseits der slowenisch-österreichischen Staatsgrenze im Gebiet des Forstgutes Staudacher in Laaken, Gemeinde Eibiswald, Steiermark. Die Wasserleitung quert die Staatsgrenze beim Grenzstein Oe/Rs XIV/234 ⊙, sie ist ca. 1200 m lang und speist das Wasser in das Leitungsnetz der Gemeinde Muta ein. Die Eröffnung war am 17. August 2020.

## Nachbargemeinden
| Eibiswald (A) | Eibiswald (A)                               | Radlje ob Dravi |
| Dravograd     | Kompassrose, die auf Nachbargemeinden zeigt | Radlje ob Dravi |
| Dravograd     | Vuzenica                                    | Vuzenica        |

## Geschichte
Den Namen Muta erhielt der Ort von einer Mautstelle zwischen dem Herzogtum Kärnten und der Mark an der Drau. Diese Mautstelle wurde 1192 erstmals erwähnt. Die Lage am Feistritzbach (Mučka Bistrica) kurz vor der Mündung in die Drau war ideal dafür. Im 15. Jahrhundert wurden zwei Schlösser erbaut, von denen aus sich der Verkehr gut überwachen ließ. Im Schloss Kienhofen ist heute ein Museum untergebracht.
Im Jahr 1900 hatte die Marktgemeinde Hohenmauthen 1.083 Einwohner, davon waren 945 deutsch- und 121 slowenischsprachig.
Bis 1918, zum Ende des Ersten Weltkrieges, gehörte Mahrenberg zum Kronland Steiermark, Cisleithanien, Österreich-Ungarn.

## Söhne und Töchter des Ortes
- Hans Antonitsch (* 1897), österreichischer Buchhalter und Politiker

## Weblinks

Hohenmauthen um 1877 (Aufnahmeblatt der Landesaufnahme)
Geologische Karte mit dem Drautal bei Muta, um 1926